# The Vast of Night
The Vast of Night (bra: A Vastidão da Noite) é um filme norte-americano dos gêneros terror, drama e ficção científica lançado em 2019 e dirigido por Andrew Patterson. O filme é co-produzido por Patterson, Melissa Kirkendall e Adam Dietrich e escrito pelo diretor (sob o pseudônimo de James Montague) juntamente com Craig W. Sanger. O filme é estrelado por Sierra McCormick e Jake Horowitz e marca a estreia de Andrew Patterson na direção de um longa-metragem.
A Vastidão da Noite estreou no Slamdance Film Festival em 26 de janeiro de 2019 após diversas tentativas em outros festivais de cinema. A Amazon Studios adquiriu os direitos de distribuição do filme lançando-o em 29 de maio de 2020 via streaming na plataforma Amazon Prime Video e em cinemas drive-in nos Estados Unidos. O filme recebeu reações positivas da crítica, que elogiou principalmente a direção, a fotografia, a autenticidade histórica e as atuações de McCormick e Horowitz. No 1st Critics 'Choice Super Awards em 2021, o filme recebeu três indicações, além de vários outros prêmios.

## Enredo
Na década de 1950, na pequena cidade de Cayuga, Novo México, o jovem radialista Everett se prepara para um grande jogo de basquete no colégio da cidade. Ele ensina sua amiga Fay a usar seu novo gravador, e Everett a acompanha até seu trabalho como telefonista antes de iniciar seu próprio turno noturno na estação de rádio WOTW. Enquanto trabalha, Fay ouve o programa de Everett, que é interrompido por um estranho sinal de áudio. Uma mulher liga sobre um estranho fenômeno parecido com um tornado e vindo do céu, Fay ouve o mesmo sinal de áudio na linha telefônica; suas conexões caem quando ela liga para amigos sobre o sinal. Fay liga para Everett, que pede informações aos ouvintes sobre o sinal, que ele retransmite no ar.
Um homem chamado Billy retorna ao pedido e Everett transmite a conversa ao vivo. Billy conta que servia ao exército e em uma de suas missões foi levado para uma instalação altamente secreta no deserto. Nesse local, Billy foi informado que se contasse a alguém sobre o que veria "colocaria a América em perigo". Ele e outros militares foram instruídos a construir um imenso bunker subterrâneo para abrigar um enorme objeto desconhecido. Voando para longe da instalação, ele ouviu o mesmo sinal inexplicável no rádio do avião. Billy desenvolveu uma doença pulmonar que ele acredita ter sido causada por seu tempo de trabalho no deserto e soube de outros casos de militares enterrando cargas semelhantes em locais secretos, onde o mesmo sinal foi ouvido. Ele acredita que o som parece ser um sinal de comunicação, às vezes transmitido mais alto do que qualquer objeto feito pelo homem poderia voar, segundo suas fontes.
A ligação cai por algum tempo, mas Billy liga novamente. Ele descreve que todos os funcionários escolhidos para esses projetos eram sempre negros ou mexicanos, escolha feita pelos militares para garantir que houvesse uma menor chance do público acreditar em seus relatos. Um colega dele conseguiu gravar o sinal e mandou cópias dessa gravação para Billy e outros que trabalharam nos projetos; uma fita foi dada a um membro da Força Aérea em Cayuga, já falecido. Fay se recorda que as fitas foram doadas à biblioteca local e consegue roubá-las. A ligação de Billy cai, Everett e Fay encontram a gravação do sinal e transmitem, mas a estação de rádio se desliga. Eles correm para a mesa telefônica, onde Fay recebe inúmeros relatos de "algo no céu", e encontram Gerald e Bertsie, que estavam em busca do mesmo objeto voador não identificado. Uma senhora chamada Mabel liga e se oferece para fornecer mais informações sobre o sinal.
Everett e Fay vão para a residência de Mabel e, ao entrarem, a encontram recitando uma misteriosa mensagem em uma língua desconhecida. Everett grava a sua conversa; Mabel afirma que os fenômenos avistados pela cidade são naves pilotadas por extraterrestres que usam sua mensagem para hipnotizar e abduzir humanos. Ela acredita que os alienígenas se aproveitarão do grande jogo de basquete da cidade, que reune a maior parte da população de Cayuga, e terão como alvo pessoas isoladas, suspeitando que os alienígenas sejam responsáveis por semear conflitos na humanidade, desde o alcoolismo à guerra. Antes de Everett e Fay partirem, Mabel pede para ser levada à nave alienígena para se reunir com seu filho, que foi desapareceu anos atrás. Incrédulo, Everett sai com Fay, que busca sua irmãzinha Maddie, e são levados de carro por Gerald e Bertsie. Everett reproduz a gravação de Mabel recitando a mensagem misteriosa, que ela afirmou ser alienígena, isso envia Gerald e Bertsie em um transe, fazendo com que eles percam controle do carro. Após o estranho incidente, Everett e Fay entram em pânico e fogem com Maddie para a floresta.
Fugindo pela floresta, eles descobrem diversas árvores e galhos carbonizados e avistam uma grande abertura no alto das arvores, como se algo tivesse se chocado. Everett se convence que os alienígenas são reais e podem estar próximos, ele e Fay fogem correndo até chegarem a uma clareira. Ambos param para recuperar o fôlego, mas acabam presenciando uma enorme espaçonave atravessar os céus. Eles assistem admirados a espaçonave menor se junta a uma enorme nave-mãe, e o vento começa a girar entorno deles. Em outro lugar, a multidão deixa o jogo de basquete, mas Everett, Fay e Maddie se foram. Apenas suas pegadas e o gravador permanecem ao chão da clareira.

## Elenco
- Sierra McCormick como Fay Crocker
- Jake Horowitz como Everett Sloan
- Gail Cronauer como Mabel Blanche
- Bruce Davis como Billy
- Greg Peyton como Benny
- Mark Banik como Gerald

## Produção
De acordo com o diretor Andrew Patterson, o filme foi concebido de uma de suas ideias tidas na década anterior, que consistia simplesmente em: “filme preto e branco em 1950. Novo México, pouso de OVNI." Patterson redigiu o roteiro com Craig W. Sanger, embora tenha registrado o roteiro com o WGA sob o pseudônimo de James Montague, que também aparece nos créditos como produtor. Patterson também financiou o filme com o dinheiro de seus trabalhos em produção de comerciais e curta-metragens para o Oklahoma City Thunder e outros. O filme foi filmado em três a quatro semanas com um orçamento de US$ 700.000.
Com locações principalmente em Whitney, Texas, o filme foi rodado durante o outono de 2016, começando em setembro. A cidade foi escolhida depois da procura por em diversas cidades para encontrar uma com um ginásio adequado para o longa. A fim de obter os detalhes corretos a época do filme, a equipe de produção removeu a linha de três pontos da quadra de basquete no ginásio a um custo de US $ 20.000, e encontrou quadros de distribuição funcionais que eram usados na década de 50. O diretor de fotografia do filme foi MI Littin-Menz. Patterson passou um ano editando o filme.

## Lançamento
O filme estreou no Slamdance Film Festival de 2019 e foi exibido em vários outros festivais de cinema. A Amazon Studios adquiriu o filme em setembro de 2019, e o trailer foi lançado em 6 de fevereiro de 2020. O filme foi lançado em cinemas drive-in nacionalmente em 15 de maio de 2020 e no Amazon Prime em 29 de maio.

## Recepção

### resposta crítica
Na site agregador de críticas Rotten Tomatoes, o filme obtém um índice de aprovação de 92% baseado em 245 comentários, com uma classificação média de 7.8/10. O consenso dos críticos do site diz: "Um fascinante thriller de ficção científica que transcende suas armadilhas de época, The Vast of Night sugere grandes coisas para o diretor estreante Andrew Patterson". Metacritic atribuiu ao filme uma pontuação média ponderada de 84 em 100, com base em 35 críticos, indicando "aclamação universal".
David Fear, da revista Rolling Stone, chamou o longa metragem de uma "estreia engenhosa do diretor Andrew Patterson". Katie Rife, do jornal The AV Club, escreveu que "consegue ser assustador e atraente" e "apesar de seu escopo intergaláctico, este é um filme íntimo e focado em seus personagens". Amy Taubin, do Film Comment, chamou o filme de "uma exibição de inteligência cinematográfica visionária", comparando aos primeiros filmes de diretores como Richard Kelly e Christopher Nolan. Meg Shields, do Film School Rejects, elogiou o design de som como "inescapável e essencial" e o trabalho de câmera de MI Littin-Menz como "simplesmente incrível". Amy Nicholson, da Variety ' elogiou o filme como encantador e inventivo, escrevendo: "No ponto médio, Patterson impressiona com um tiro de rastreamento que parece correr meia milha por uma rua tranquila, virar à esquerda em um estacionamento, correr através de um jogo de basquete em andamento e feche as arquibancadas lotadas antes de mergulhar pela janela. É um deslumbramento eficaz que provavelmente fará com que o jovem de Oklahoma seja contratado para fazer algo 20 vezes maior do que ' orçamento de The Vast of Night. No entanto, a ambição por trás disso é tão impressionante - quanto a criatividade da equipe em transformar limitações financeiras em mágica." Isabela Boscov, da Veja, recomendou o filme descrevendo-o como tendo "um clima de quase-sonho" e "tão cheio de mistério quanto de possibilidades extravagantes", também destacou o diretor Andrew Patterson como um "estreante promissor."
Escrevendo para IndieWire, Ryan Lattanzio afirmou que "Nada disso funcionaria sem as performances de Horowitz e McCormick, que já parecem icônicas". Jacob Oller da revista Paste listou o desempenho de McCormick em "The 10 Breakout Film Performances of the Year", onde eles elogiaram particularmente seu trabalho na "cena de dez minutos, feita em uma única tomada, envolvendo McCormick operando uma central telefônica tentando encontrar descobrir o que deu errado na cidade deserta do filme de ficção científica... É apenas McCormick lá fora, exposto, carregando o filme por dez minutos ininterruptos. É uma atuação de nível olímpico e ela acerta, encontrando o ritmo exato para acompanhar sua crescente preocupação."

### Prêmios e indicações
No Slamdance Film Festival de 2019, ganhou o Prêmio do Público de Melhor Longa Narrativa. No Festival Internacional de Cinema de Toronto de 2019, foi nomeado o primeiro vice-campeão do People's Choice Award na categoria Midnight Madness. Ele ganhou o Grande Prêmio do Júri no Festival de Cinema Overlook de e um Prêmio Especial de Cinematografia no Festival Internacional de Cinema de Hamptons 2019, e foi indicado para Melhor Roteiro de Estréia no Independent Spirit Awards e Melhor longa-metragem internacional no Festival Internacional de Cinema de Edimburgo de 2019. No 2021 Critics 'Choice Super Awards, recebeu três indicações para Melhor Filme de Ficção Científica / Fantasia e Melhor Ator e Atriz em Filme de Ficção Científica / Fantasia por Horowitz e McCormick, respectivamente.